# 122 (číslo)
Sto dvacet dva je přirozené číslo, které následuje po čísle sto dvacet jedna a předchází číslu sto dvacet tři. Římskými číslicemi se zapisuje CXXII.

## Matematika
122 je:
- deficientní číslo
- nepříznivé číslo
- v desítkové soustavě nešťastné číslo

## Chemie
- 122 je atomové číslo zatím (březen 2013) neobjeveného prvku unbibia; stabilní izotop s tímtoneutronovým číslem mají 3 prvky (rtuť, thallium a olovo); a nukleonové číslo čtvrtého nejméně běžného přírodního izotopu cínu, a také třetího nejméně běžného přírodního izotopu telluru[1]

## Kalendář
- Stodvaadvacátým dnem kalendářního roku je 2. květen (v přestupném roce 1. květen)

## Roky
- 122
- 122 př. n. l.